# Acyrthosiphon ilka
Acyrthosiphon ilka är en insektsart. Acyrthosiphon ilka ingår i släktet Acyrthosiphon och familjen långrörsbladlöss. Inga underarter finns listade i Catalogue of Life.